# 夸特龍
夸特龍，是美洲在過去奴隸制時代，對有1/4黑人血統和3/4白人血統混血兒的稱呼（在澳洲相應的是澳洲原住民），即是有一個穆拉托人父/母和白人祖父母。1/8黑人血統的是octoroon，1/16黑人血統的是hexadecaroon。
當時的政府有時會將這些分類納入法律（例如卡斯塔），定義其在稅收、服役等權利和限制。此類術語的使用的一個標準是根據黑人血統的多寡確定混血兒社會地位，白人血統愈高社會地位愈高。